# 左澤線
左澤線（日语：／ Aterazawa sen */?）是一條連結山形縣山形市的北山形站至山形縣西村山郡大江町的左澤站，屬於東日本旅客鐵道（JR東日本）的鐵路線（地方交通線）。設有「水果鐵道左澤線」（フルーツライン左沢線）的愛稱。
軌道名稱上在國鐵時代以山形站為起點，山形站－北山形站間屬於奧羽本線的重複路段。因此，現在的分岔站北山形站在當初奧羽本線側並不設停車場設備，1927年才設立停車場設備。國鐵分割民營化時的「基本計劃」解除了各地的重複路段方針，此線的起點也改為北山形站。
運行系統上一貫以山形站為起點，直通奧羽本線的山形站－北山形站間是與軌距不同的山形新幹線／山形線（軌距1,435毫米）的獨立單線鐵路（運行系統上與仙山線共用）。

## 路線資料
- 管轄（事業類別）：東日本旅客鐵道（第一種鐵道事業者）
- 路段、路線距離（營業距離）：北山形－左澤 24.3公里
- 站數：11個（包括起終點站）
  - 若只限屬於左澤線的車站，排除起點的北山形站（屬於奧羽本線[1]）則為10個。
- 軌距：1067毫米
- 複線路段：沒有（全線單線）
- 電氣化路段：沒有（全線非電氣化（日语：非電化））
- 閉塞方式：
  - （山形－北山形：單線自動閉塞式）
  - 北山形－左澤：特殊自動閉塞式（軌道回路檢知式）
- 保安裝置：ATS-Ps
- 最高速度：85公里/小時
- 運轉指令所（日语：運転指令所）：寒河江CTC

全線由仙台支社管轄，由該支社轄下1990年設置的左澤線營業所營運。

## 車站列表
為方便起見，由北山形側所有列車直通的奧羽本線山形站起的路段記載。
- 累計營業距離以北山形站起計
- 所有列車都是普通列車（停靠所有車站）
- 軌道 … ◇、∨：可列車交會，｜：不可交會
  - 線內全線單線，奧羽本線路段由該路線、仙山線用的狹軌也是單線
- 所有車站都位於山形縣內

| 路線名稱 | 中文站名 | 日文站名 | 英文站名 | 站間營業距離 | 累計營業距離 | 接續路線                                                  | 軌道           | 所在地 |
| -------- | -------- | -------- | -------- | ------------ | ------------ | --------------------------------------------------------- | -------------- | ------ |
| ※        | 山形     |          |          | -            | 1.9          | 東日本旅客鐵道：■山形新幹線、■奧羽本線（山形線 米澤方向） | ∨              | 山形市 |
| ※        | 北山形   |          |          | 1.9          | 0.0          | 東日本旅客鐵道：■奧羽本線（山形線 新庄方向）、■仙山線     | ◇              | 山形市 |
| 左澤線   | 北山形   |          |          | 1.9          | 0.0          | 東日本旅客鐵道：■奧羽本線（山形線 新庄方向）、■仙山線     | ◇              | 山形市 |
| 東金井   |          |          | 3.1      | 3.1          |              | ｜                                                        |                | 山形市 |
| 羽前山邊 |          |          | 3.4      | 6.5          |              | ◇                                                         | 東村山郡山邊町 |        |
| 羽前金澤 |          |          | 3.0      | 9.5          |              | ｜                                                        | 東村山郡中山町 |        |
| 羽前長崎 |          |          | 1.5      | 11.0         |              | ｜                                                        | 東村山郡中山町 |        |
| 南寒河江 |          |          | 2.5      | 13.5         |              | ｜                                                        | 寒河江市       |        |
| 寒河江   |          |          | 1.8      | 15.3         |              | ◇                                                         | 寒河江市       |        |
| 西寒河江 |          |          | 1.1      | 16.4         |              | ｜                                                        | 寒河江市       |        |
| 羽前高松 |          |          | 2.9      | 19.3         |              | ｜                                                        | 寒河江市       |        |
| 柴橋     |          |          | 3.0      | 22.3         |              | ｜                                                        | 寒河江市       |        |
| 左澤     |          |          | 2.0      | 24.3         |              | ｜                                                        | 西村山郡大江町 |        |

1. ↑  仙山線的正式終點是奧羽本線羽前千歲站，但運行系統上與左澤線同樣在山形站發着。

- ※：山形站－北山形站間是奧羽本線（山形線）

### 過去的接續路線
- 羽前高松站：三山線 - 1974年11月18日廢除。

## 外部連結
- 検索結果（左沢線の駅）：JR東日本 （页面存档备份，存于）